# Curtis Gonzales
Curtis Gonzales (ur. 26 stycznia 1989) – piłkarz z Trynidadu i Tobago grający na pozycji środkowego obrońcy. Od 2011 jest zawodnikiem klubu Defence Force.

## Kariera klubowa
Swoją karierę piłkarską Gonzales rozpoczął w klubie Ma Pau SC. W sezonie 2010/2011 zadebiutował w jego barwach w TT Pro League. Grał w nim przez rok. W 2011 roku przeszedł do Defence Force. W sezonie 2012/2013 wywalczył z nim swój pierwszy w karierze tytuł mistrza Trynidadu i Tobago.

## Kariera reprezentacyjna
W reprezentacji Trynidadu i Tobago Gonzales zadebiutował 22 stycznia 2012 roku w przegranym 2:3 towarzyskim meczu z Finlandią, rozegranym w Port-of-Spain. W 2013 roku został powołany do kadry na Złoty Puchar CONCACAF 2013. Na tym turnieju był rezerwowym i nie zagrał ani razu.